# Aizumisato
Aizumisato (jap. 会津美里町 Aizumisato-machi) – miasto w Japonii, na wyspie Honsiu, w prefekturze Fukushima. Według danych na rok 2020 miejscowość zamieszkiwało 19 014 mieszkańców , a gęstość zaludnienia wyniosła 68,8 os./km².